# Porcheux
 Porcheux  es una comuna y población de Francia, en la región de Picardía, departamento de Oise, en el distrito de Beauvais y cantón de Auneuil.
Su población en el censo de 1999 era de 256 habitantes.
Está integrada en la Communauté de communes du Vexin Thelle.

## Demografía
| 71 | 84 | 75 | 125 | 208 | 256 |
| Para los censos de 1962 a 1999 la población legal corresponde a la población sin duplicidades (Fuente: INSEE [Consultar]) |    |    |     |     |     |